# Mengenpackungsproblem
Das Mengenpackungsproblem (oft mit set-packing-Problem notiert) ist ein Entscheidungsproblem der Kombinatorik. 
Es fragt, ob zu einer endlichen Menge {\displaystyle U} und {\displaystyle n} Teilmengen {\displaystyle S_{j}} von {\displaystyle U} eine Anzahl von mindestens {\displaystyle k\leq n} paarweise disjunkter Teilmengen {\displaystyle S_{j}} existieren.
Als Optimierungsproblem formuliert, wird eine Packung mit möglichst vielen Teilmengen {\displaystyle S_{j}} gesucht oder, falls den Teilmengen {\displaystyle S_{j}} Bewertungen {\displaystyle c_{j}} zugeordnet sind, eine Packung mit maximaler Bewertung.
Das Mengenpackungsproblem gehört zur Liste der 21 klassischen NP-vollständigen Probleme, von denen Richard M. Karp 1972 die Zugehörigkeit zu dieser Klasse zeigen konnte.